# Hondol
Hondol (románul: Hondol, németül: Hondolen) falu Romániában, Erdélyben, Hunyad megyében.

## Fekvése
Az Erdélyi-érchegységben, Dévától 21 km-re észak–északkeletre fekszik.

## Nevének eredete
Neve német szóból származik (~ a köznyelvi Handel) és érczúzóra vagy hutára utal. Első említése 1680-ból való, már mai alakjában.

## Története
Aranybányáit a rómaiak alatt és a középkorban is művelték. A 18. század első felében katolikus német bányászokat telepítettek be. 1726-ban már létezett római katolikus egyháza, 1748-ban pedig fa kápolnát építettek. 1784-ben egy Popovici nevű papja húsz falu parasztságát csendesítette le, de a bosszú elől el kellett meneküljön. November 6-án a környék parasztsága, a helybeli Anghel és Toader Mârza vezetésével kifosztotta a nemesi kocsmákat. 1786-ban igen népes település volt: 1547 lakosát (közülük 91% zsellér volt) és hat papját írták össze.
A hondoli, nagyági és boicai román bányászok a római katolikus templom védőszentje napján, a római katolikusokkal párhuzamosan megtartották a saját ünnepüket, amely a Chirvai la berbece ('kosos búcsú') nevet viselte. Az egyik kocsmában a résztvevők között kisorsoltak egy szalagokkal, borostyánnal és virággal feldíszített kost, amelyet az ünnep másnapján egy szertartásmester vezetésével és zenészek kísérete mellett végigvezettek az utcákon.
Kohói 1881-ben beszüntették a termelést, ezután egy angol társaság vette át aranybányáját és kezdte újra művelését. A bányák és üzemek munkásai románok, németek és magyarok voltak, de a „magyar és németajku hivek elfelejtve anyai nyelvüket, oláhval cserélték fel.” 1898-ban Hondoleana néven román takarékpénztára alakult. Legnagyobb birtokosa 1910-ben az Albina bank volt.
1956-ban kivált belőle Bocșa Mare szórt település és nagyági út mentén fekvő Bocșa Mică, mely mára nagyrészt üdülőkből áll. Az aranybányászat következtében eltűnt a föld színéről a falutól északkeletre fekvő Koranda- (Coranda-) hegy, ahol az 1970-es évektől 2006-ig külszíni fejtést folytattak.

## Ásványai
Egy 1888-ban megjelent cikk az aranyércen kívül a következő ásványok előfordulását említette Hondolról: realgár, pirargirit, szfalerit, antimonit, barit és pirit.

## Lakossága
- 1850-ben 1711 lakosából 1535 volt román, 108 német, 44 cigány és 21 magyar nemzetiségű; 1530 ortodox és 167 római katolikus vallású.
- 2002-ben 558 lakosából 554 volt román és 3 magyar nemzetiségű; 492 ortodox, 40 pünkösdista és 15 adventista vallású.

## Látnivalók
- Az ortodoxok temploma 1774-ben, a római katolikusoké 1787-ben épült.
- Használaton kívüli római katolikus temető.
- Găunoasa-barlang.